# Nuoro (província)
A província de Nuoro é uma província italiana da região de Sardenha com cerca de 260 345 habitantes, densidade de 37 hab/km². Está dividida em 73 comunas, sendo a capital Nuoro.
Faz fronteira a norte com província de Olbia-Tempio, a noroeste com a província de Sassari, a este com o Mar Tirreno, a sudeste com a província do Ogliastra, a sul com a província de Cagliari e a oeste com a província de Oristano.